# Gerrit Müller
Gerrit Müller (* 26. April 1984 in Schwetzingen) ist ein ehemaliger deutscher Fußballspieler und heutiger -trainer.

## Karriere

### Als Spieler
In der Jugend spielte Müller für den HSV Heilbronn, den SV Spaichingen und den VfB Stuttgart. Mit dem VfB wurde er Deutscher A-Jugendmeister 2003.
Im Anschluss an seine Juniorenzeit spielte er in der zweiten Mannschaft des VfB Stuttgart. 2005 wechselte er zunächst zum Karlsruher SC II, 2007 zu den Sportfreunden Siegen. Seit 2008 spielt er bei Dynamo Dresden in der 3. Liga. Sein Profidebüt gab er am 13. August 2008, als er bei der 1:2-Heimniederlage gegen Kickers Emden in der 70. Minute eingewechselt wurde.
Beim Rückspiel der Relegation für die 2. Bundesliga 2011/12 zog er sich einen Kreuzbandriss zu. Nach dem durch die gewonnene Relegation geglückten Aufstieg kam er nach der langen Verletzungspause auch in der übrigen Saison 2011/12 zu keinem Einsatz mehr und sein auslaufender Vertrag bei Dynamo wurde am Saisonende nicht verlängert.
Am 28. August 2012 gab der Drittligist 1. FC Heidenheim vor seinem Heimspiel gegen den Chemnitzer FC die Verpflichtung von Müller bekannt. In der 63. Spielminute kam er dann zu seinem Debüt im FCH-Trikot. Im Sommer 2013 wurde sein Vertrag nicht verlängert. Im November 2013 verpflichtete ihn der Drittligist Stuttgarter Kickers. Nach dem Abstieg der Schwaben in der Saison 2015/16 verpflichtete der 1. FC Magdeburg den Stürmer für die Spielzeit 2016/17. Im Sommer 2018 beendete er seine Karriere.

### Als Trainer
2018 wurde Müller Jugendtrainer beim TSV Schmiden. Von Sommer 2022 bis Sommer 2025 war er parallel Co-Trainer der U16-Mannschaft des VfB Stuttgart. Seit Sommer 2025 ist er Co-Trainer der U19-Mannschaft des VfB.